# Lena Lorenz: Willkommen im Leben
Willkommen im Leben ist ein deutscher Fernsehfilm der Lena Lorenz-Fernsehserie nach einer Idee von Mathias Klaschka. Er wurde am 8. April 2015 erstmals im ORF 2 ausgestrahlt und ist der Auftaktfilm zur Serie.
Der Film erzählt die Geschichte von Lena Lorenz, gespielt von Patricia Aulitzky, die aus verschiedenen Gründen ihre Anstellung in Berlin verlässt, um in dem kleinen bayerischen Dorf Himmelsruh eine Auszeit zu nehmen. Doch bei ihrer Familie kommt sie auch nicht zur Ruhe, überall ist ihre Hilfe gefragt.

## Handlung
Lena arbeitet in einem Krankenhaus in Berlin als Hebamme. Nach einer problemlos verlaufenen Geburt wird sie in die Notaufnahme gerufen, eine schwangere Frau hatte einen Verkehrsunfall. Leider können die Ärzte das Ungeborene nicht retten. Als sie nach Feierabend mit dem Auto im Stau steht, fällt ihr Blick auf ein Werbeplakat „Gönn dir eine Auszeit. Komm nach Bayern!“. Sie schaut auf das Geschenk für ihre Mutter, das auf dem Beifahrersitz liegt, ihre Mutter hatte vor zehn Tagen Geburtstag und sie hatte keine Zeit. In diesem Moment öffnet ein Unbekannter die Beifahrertüre und stiehlt ihr die Handtasche. Sie versucht den Dieb zu verfolgen, er flüchtet aber in die U-Bahn. Als sie zu Hause ankommt, erwartet sie schon ihr Freund Alex, er hat sich Sorgen gemacht, weil sie erst so spät kommt. Sie erklärt ihm, was vorgefallen ist und möchte mit ihm über ihren schlechten Tag reden. Er fällt ihr aber ins Wort, weil sie eine Verabredung haben und sie sich umziehen muss. Lena möchte aber zu Hause bleiben, worauf sie sich gegenseitig mit Vorwürfen eindecken, Alex hatte auch einen schlechten Tag vor Gericht und sie sehen sich wegen der Arbeit kaum noch. Trotzdem kann er Lena überreden mitzukommen, indem er ihr verspricht, dass sie nur für eine Stunde gehen. Später in der Bar beginnen sie wieder zu streiten, weil sich Alex nur mit seinen Kollegen unterhält und auch nicht an die Abmachung hält. So lässt Lena ihn stehen und geht. Wieder zu Hause packt sie ihre Sachen und verlässt Berlin, um nach Himmelsruh zu fahren. Sie hinterlässt ihrem Freund einen Zettel am Spiegel: ‚Bin dann mal weg ...‘.
Ziemlich übermüdet von der langen Fahrt verliert sie die Kontrolle über ihren Wagen und fährt das Ortsschild von Himmelsruh um. Ein anderes Auto hält an, aber statt zu helfen macht der Fahrer nur eine dumme Bemerkung und lässt sie stehen. Kurz darauf kommt Schorschi vorbei und bringt sie zu ihrer Mutter. Unterwegs sieht sie Julia, als sie vor ihrem Geschäft vorbeifahren. Sie ruft ihr zu, doch Julia reagiert nicht. Als sie dann zu Hause auf ihre Mutter trifft und ihr das Geschenk übergeben will, sagt diese nur ‚was machst du denn da‘. Wenigstens Opa Leo freut sich, Lena zu sehen. Im Stall haben sie ein Problem mit einer Kuh, die kalbt. Also hilft Lena gleich. Beim Essen merkt Lena, dass mit ihrem Opa etwas nicht stimmt, weil er nicht sagen kann, was er will. Da Bastian nun in Lenas Zimmer lebt, hat ihre Mutter ihr das Gästezimmer hergerichtet. Als Lena in der Nacht nicht schlafen kann, hört sie Geräusche aus dem Stall. Sie geht nachsehen und erwischt Bastian mit seinem Freund Franz.
Da Opa Leo Schmerzen hat, hilft Lena Bastian bei der Heuernte. Dabei kommen sie ins Gespräch. Basti erklärt ihr, dass Franz Angst hat, sich zu outen, da hier auf dem Land jeder jeden kennt. Danach besucht Lena Julia, doch der Empfang ist immer noch sehr frostig. Da geht sie in den Almwirt und lernt den Lehrer Ersun kennen und kommt mit ihm ins Gespräch. Auf dem Brandnerhof lebt Vater Kilian mit seiner schwangeren Tochter Maria. Als sie Probleme mit der Schwangerschaft hat, sucht sie Hilfe und trifft Lena in der Wirtschaft. Ersun kennt Maria, sie war seine Schülerin. Weil die Fruchtblase geplatzt ist, reicht es nicht mehr ins Krankenhaus. Lena hilft bei der Geburt im Almwirt mit der Unterstützung von Franz und Ersun. Danach begleitet sie Maria ins Krankenhaus. Als Lena dann zum frischgebackenen Opa fährt und ihm die gute Nachricht überbringt, weist er sie zurück und will seine Tochter nicht mehr sehen.
Wieder zu Hause begegnet sie Vinzenz Huber, der gerade bei ihrer Mutter war. Als sie sie fragt, was der Besuch sollte, bekommen die beiden wieder Streit. Am Abend im Almwirt entschuldigt sich Lena noch bei Franz und bittet ihn, mit Bastian zu sprechen.  Da sie zu betrunken ist, um mit dem Fahrrad nach Hause zu fahren, geht sie zu Fuß. Dabei kommt sie am Haus von Julia vorbei und will mit ihr sprechen. Aber Julia weist sie wieder ab. Sie schläft auf der Bank vor dem Haus ein. Am Morgen versorgt Julia sie mit Aspirin und Kaffee. In Berlin macht sich Susanne Sorgen, weil sie Lena nicht erreichen kann. Alex weiß auch nicht, wo sie genau steckt. Maria ist aus dem Krankenhaus verschwunden, Dr. Keller ruft deshalb Lena an. Wenn Maria nicht mehr auftaucht, muss er das Jugendamt informieren. Kilian will nach wie vor nichts von seiner Tochter und seiner Enkelin wissen. Er weiß auch nicht, wo Maria ist. Lena sucht im Haus nach Hinweisen, wo Maria sein könnte und findet ihr Tagebuch mit einer Telefonnummer. Doch dort meldet sich niemand. Zu Hause findet sie heraus, dass Eva den Hof an Vinz verkaufen will, weil sie Schulden hat. Lena geht zur Schule, um Ersun nach Rat zu fragen, er weiß von einer Berghütte, wo die Familie immer ihre Ferien verbracht hat. Schorschi weiß, wo die Hütte ist, Lena bittet Julia, sie hinzubegleiten. Zunächst murrt sie noch, doch dann willigt sie ein. Basti will sich mit Franz versöhnen und besucht ihn im Almwirt. Franz hat aber immer noch Angst. Als Schorschi dazukommt, merkt Franz, dass er es nicht mehr verheimlichen kann, auch Schorschi hat schon gemerkt, dass Basti und Franz ein Paar sind. Auf dem Weg zur Hütte stürzt Lena fast ab, Julia seilt sie deshalb an. Maria ist wirklich oben, Lena versucht ihr klarzumachen, dass sie für das Kind da sein muss und nicht davonlaufen kann.
Ersun sucht das Gespräch mit Kilian, während Julia und Lena Maria zurück ins Tal bringen. Im Krankenhaus treffen sie auf die beiden Männer, die schon beim Baby sind. Ersun und Lena verabreden sich für den Abend im Almwirt. Er bringt sie mit seinem Wagen nach Hause, da wartet als Überraschung Alex auf sie, weshalb die Verabredung platzt. Er bringt ihr ihre Ausweise, da ihr Portemonnaie bei der Polizei abgegeben wurde. Maria ist mit dem Baby nach Hause gegangen, ihr Vater unterstützt sie liebevoll. Lena spricht sich mit ihrer Mutter aus und entschuldigt sich. Sie hat sich entschlossen, wieder nach Berlin zurückzugehen. Eva packt endlich das Geschenk aus und ist ganz gerührt. Opa Leo will am nächsten Morgen im Pyjama den Stall ausmisten, Basti und Lena machen sich deswegen Sorgen um ihn. Lena macht sich Gedanken über die Situation und entschließt sich, doch noch in Himmelsruh zu bleiben. Alex kehrt daraufhin alleine nach Berlin zurück.

## Hintergrund
Die Episode ist eine Gemeinschaftsproduktion von ZDF und ORF und wurde von Zieglerfilm München GmbH produziert. Die Dreharbeiten begannen am 27. August 2014 im Berchtesgadener Land in Ramsau und Marktschellenberg, später wurde auch in Berlin gedreht. Sie dauerten bis zum 28. Oktober 2014.

## Rezeption

### Einschaltquoten
Bei der Erstausstrahlung im ZDF am 9. April 2015 wurde Willkommen im Leben in Deutschland von 5,47 Millionen Zuschauern gesehen, was einem Marktanteil von 17,6 Prozent entsprach.

### Kritik
Tilmann P. Gangloff von tittelbach.tv kam zu der Wertung: „Reduziert man ‚Willkommen im Leben‘, den ersten Film aus der neuen Reihe ‚Lena Lorenz‘, auf den Handlungskern, sind die Ähnlichkeiten zu ‚Hanna Hellmann‘, der anderen neuen ‚Heimatfarbe‘ im ZDF frappierend: Eine Frau um die dreißig nimmt sich eine Auszeit, lässt die Großstadt hinter sich, flieht in die Berge und stiftet dort Frieden unter den Einheimischen. Aus Anwaltsgehilfin wird Hebamme – und schon hat das ‚Zweite‘ eine zweite Reihe!“
Die Kritiker der Fernsehzeitschrift TV Spielfilm urteilten: „Zugegeben: Der zweite Selbstfindungstrip aus der Reihe ‚Neue Heimatfarbe‘ ist zugeballert mit Alltagsproblemen (inklusive schwuler Glückssuche in der Provinz und dem neuen Dauerthema Alzheimer). Doch im Gegensatz zur Vorgängerin ‚Hanna Hellmann‘ ist das viel lebensnäher, die Figuren sind echter und Patricia Aulitzky nimmt man die Titelheldin zwischen Zweifeln und Zupacken auch ab.“ Fazit: „Passt scho! Bei dieser Auszeit sind wir dabei!“

## DVD-Veröffentlichung
Willkommen im Leben ist zusammen mit der 2. Folge Zurück ins Leben am 5. Juni 2015 auf DVD erschienen.